# Omega1 Tauri
Omega1 Tauri (ω1 Tauri, förkortat Omega1 Tau, ω1 Tau) som är stjärnans Bayerbeteckning, är en jättestjärna  belägen i den mellersta delen av stjärnbilden Oxen. Den har en skenbar magnitud på 5,51 och är svagt synlig för blotta ögat. Baserat på parallaxmätning inom Hipparcosuppdraget på ca 11,2 mas, beräknas den befinna sig på ett avstånd av ca 290 ljusår (89 parsek) från solen.

## Egenskaper
Omega1 Tauri är en orange till röd jättestjärna av spektralklass K2 III. Den har en massa som är omkring 1,5 gånger större än solens massa, en uppskattad radie som är 12 gånger större än solens och utsänder från dess fotosfär ca 57 gånger mera energi än solen vid en effektiv temperatur på ca 4 740 K.
Med en beräknad ålder på 4,2 miljarder år, genererar Omega1 Tauri energi genom fusion av helium i sin kärna. Radialhastigheten för stjärnan visar ingen märkbar variation och används därför som en radialhastighetsstandard.